# باول هيلتون (ممثل)
باول هيلتون (بالإنجليزية: Paul Hilton)‏ هو ممثل بريطاني، ولد في 1970 في المملكة المتحدة.

## وصلات خارجية
- باول هيلتون على موقع IMDb (الإنجليزية)
- باول هيلتون على موقع قاعدة بيانات برودواي على الإنترنت (الإنجليزية)
- باول هيلتون على موقع قاعدة بيانات الفيلم (الإنجليزية)